# Zweedse kornoelje
De Zweedse kornoelje (Cornus suecica) is een kruidachtige, vaste plant die tot de kornoeljefamilie (Cornaceae) behoort. Hij komt van nature voor in Eurazië en het noordoosten en noordwesten van Noord-Amerika. In Nederland komt de plant alleen voor in Drenthe in de Zeijerstrubben nabij de dorpen Vries en Zeijen. Hij staat op de Nederlandse Rode lijst van planten als zeer zeldzaam en zeer sterk in aantal afgenomen. 
De plant wordt 5-30 cm hoog. De tegenoverstaande, rond tot elliptische bladeren zijn 2-4 cm lang en 1-3 cm breed.
De Zweedse kornoelje bloeit in mei en juni met zwartrode, dichtopeenstaande, 1-2 cm brede bloemen. De kelkblaadjes zijn vergroeid tot een klokvormige bloemkelk met vier V-vormige lobben. De kroonblaadjes hebben vier omgebogen lobben. De bloemen worden omgeven door vier, opvallende, witte 1-1,5 cm lange omwindselbladen. De bloeiwijze is een hoofdjesachtig scherm met zes tot twintig bloempjes en lijkt op een bloem.
De vrucht is een rode, bolvormige besachtige steenvrucht.
De plant komt voor langs bosranden op vochtige, zure, humushoudende grond.

## Namen in andere talen
- Duits: Schwedischer Hartriegel
- Engels: Eurasian Dwarf Cornel, Dwarf cornel, Bunchberry
- Frans: Cornouiller de Suède